# Symplocos nakaharae
Symplocos nakaharae är en tvåhjärtbladig växtart som först beskrevs av Bunzo Hayata, och fick sitt nu gällande namn av Masamune. Symplocos nakaharae ingår i släktet Symplocos och familjen Symplocaceae. Inga underarter finns listade i Catalogue of Life.